# Okrajno sodišče v Krškem
Okrajno sodišče v Krškem je okrajno sodišče Republike Slovenije s sedežem v Krškem, ki spada pod Okrožno sodišče v Krškem Višjega sodišča v Ljubljani.